# После бури
«После бури» или «Глубже, чем море» (яп. 海よりもまだ深く уми ёри мо мада фукаку, англ. After the Storm) — кинофильм режиссёра Хирокадзу Корээды, вышедший на экраны в 2016 году.

## Сюжет
Главный герой — бывший писатель Рёта Синода, некогда подававший большие надежды, а ныне работающий частным детективом. Всё в его жизни идёт не так: он давно не пишет, расстался с женой и сыном и ничем не может помочь своей пожилой матери. Даже алименты он не может заплатить, поскольку проигрывает все деньги на скачках. Вместе с тем, он очень страдает от невозможности часто общаться с сыном и из-за того, что у жены появился новый ухажёр. Однажды, когда приходит очередной тайфун, судьба вынуждает Рёту и его бывшую семью провести ночь на квартире его матери...

## В ролях
- Хироси Абэ — Рёта Синода
- Кирин Кики — Ёсико Синода, мать Рёты
- Ёко Маки — Кёко Сираиси, бывшая жена Рёты
- Тайё Ёсидзава — Синго Сираиси, сын Рёты и Кёко
- Сатоми Кобаяси — Тинацу Синода, сестра Рёты
- Сосукэ Икэмацу — коллега Рёты по работе
- Юкиёси Одзава — парень Кёко
- Исао Хасидзумэ
- Лили Фрэнки

## Награды и номинации
- 2016 — участие в программе «Особый взгляд» Каннского кинофестиваля.
- 2016 — участие в конкурсной программе Чикагского кинофестиваля.
- 2017 — номинация на Азиатскую кинопремию за лучшую операторскую работу (Ютака Ямадзаки).